# Karin Högel
Karin Högel (4 de diciembre de 1893 - 28 de abril de 1976) fue una actriz cinematográfica sueca.

## Biografía
Nacida en Kungs-Barkarö, Suecia, su verdadero nombre era Karin Alida Eriksson. 
Debutó en el cine en 1942 con el film de Schamyl Bauman Rospiggar, trabajando en un total de ocho películas. 
Fallecida en 1976 en Täby, Suecia, había estado casada desde el año 1927 con el actor Axel Högel.

## Filmografía
- 1942 : Rospiggar
- 1945 : Barnen från Frostmofjället
- 1949 : Havets son
- 1952 : Hård klang
- 1952 : Kärlek
- 1954 : Dans på rosor
- 1956 : Kulla-Gulla
- 1958 : Vi på Väddö